# Anna Jagodzińska
Anna Maria Jagodzińska (Sierpc, 12 settembre 1987) è una modella polacca.

## Carriera
Anna Jagodzińska debutta nel mondo della moda nel 2003, tramite un contratto con l'agenzia di moda NEXT Model Management, che le permette di debuttare sulle passerelle di Pringle of Scotland nell'autunno del 2003. Nel corso dello stesso anno, la modella si trasferisce a New York e durante la settimana della moda del 2004 sfila per DKNY, Marc by Marc Jacobs, Alexander McQueen, Burberry, Chanel, Marni, e Prada. Sempre nel 2004, la Jagodzińska appare in alcuni servizi per W, Vogue Italia, i-D, ed è la testimonial delle campagne pubblicitarie di BCBG Max Azria, Moschino Cheap & Chic e Pollini.
Il 2005 è l'anno della sua consacrazione, grazie alle copertine di Revue de Modes, Vogue Australia e L'Officiel, oltre che alle partecipazioni alle campagne pubblicitarie del profumo Moschino Funny ed al catalogo Neiman Marcus. Nel 2006, Jagodzińska appare sulle copertine di Vogue Italia e Vogue Germania, ed oltre a continuare ad essere la testimonial di Moschino, viene scelta anche come nuovo volto per le pubblicità di H&M. Successivamente a queste esperienze, Anna Jagodzińska ha dichiarato di volersi prendere una pausa dal lavoro, per potersi dedicare allo studio.
Ciò nonostante la modella ha comunque sfilato durante la settimana della moda 2008 apparendo nelle sfilate di Balenciaga, Chanel, Givenchy, Louis Vuitton ed altri. Nello stesso anno, è comparsa sulla copertina dell'edizione giapponese di Numéro, e nuovamente su quella di Vogue Italia, oltre che per vari servizi per altre riviste quali Vogue Paris, Harper's Bazaar e V (fotografata da Steven Meisel insieme a Daul Kim e Tyler Riggs). Nella 2009 la Jagodzińska è apparsa in cinquantotto sfilate (fra cui il celebre show di Victoria's Secret, tenutosi a New York) ed in dodici campagne pubblicitarie 2009.

## Agenzie
- NEXT Model Management - Parigi, Milano, Londra, New York
- Wiener Models
- Modelwerk
- 2pm Model Management - Danimarca
- UNO Barcelona
- Most Wanted Models